# 동진면
동진면(東津面)은 대한민국 전북특별자치도 부안군의 면이다.

## 개요
동진면은 새만금 시대의 거점으로 발돋움하는 부안의 관문이다. 맛과 질이 좋은 벼 주산단지와 광활한 농지를 이용한 비닐하우스 재배단지가 형성되어 있고, 동진강의 겨울해풍과 풍부한 영향분으로 자란 〈동진노을 감자〉, 간척지의 토질과 해풍을 맞고 자라 색깔이 장미처럼 붉고 빛깔도 좋은 새콤달콤한 〈동진 구지 딸기〉등의 특화작물로 농가의 소득향상에 크게 기여하고 있다. 또한 벚꽃나무와 철쭉꽃이 피어 있는 고마제 저수지는 외부 낚시인이 즐겨 이용하는 무료 낚시터이다. 고마제 저수지의 주변이 깨끗하고 푸른 숲으로 둘러싸여 있어 주말 가족단위의 인파가 몰리고 있다.

## 행정 구역
- 내기리
- 당상리
- 동전리
- 본덕리
- 봉황리
- 안성리
- 장등리
- 증산리
- 하장리

## 학교
| 학교명       | 소재지                         | 비고        |
| ------------ | ------------------------------ | ----------- |
| 동진초등학교 | 동진면 동진로 145 (봉황리)     |             |
| 동북초등학교 | 동진면 제전길 63 (본덕리)      |             |
| 동성초등학교 | 동진면 하장반월길 5-7 (하장리) | 2000년 폐교 |
| 당오초등학교 | 동진면 간재로 279 (당상리)     | 2004년 폐교 |